# 寡囊盘菌目
寡囊盘菌目（学名：Thelebolales）是锤舌菌纲下的一个目。

## 下属分类
本科包括以下属：
- 假散囊菌科 Pseudeurotiaceae
- 寡囊盘菌科 Thelebolaceae

科的地位未定的属：
- Zongqia